# شهرستان هژانگ
شهرستان هژانگ (به لاتین: Hezhang County) یک منطقهٔ مسکونی در چین است که در بیجای واقع شده‌است.